# ييري شتاينر
ييري شتاينر (بالتشيكية: Jiří Štajner)‏ (مواليد 27 مايو 1976 في بينيشوف - تشيكوسلوفاكيا) لاعب كرة قدم تشيكي يلعب حاليا لصالح نادي الدرجة الأولى هانوفر الألماني منذ 2002 في مركز المهاجم .

## روابط خارجية
- ييري شتاينر على موقع الاتحاد الأوربي (الإنجليزية)
- ييري شتاينر على موقع الاتحاد التشيكي (الإنجليزية)
- ييري شتاينر على موقع قاعدة بيانات كرة القدم.إي يو (الإنجليزية)
- ييري شتاينر على موقع بيانات كرة القدم. دي إي (الألمانية)
- ييري شتاينر على موقع ناشيونال فوتبول تيمز (الإنجليزية)
- ييري شتاينر على موقع Soccerway.com (الإنجليزية)
- ييري شتاينر على موقع عالم كرة القدم.نت (الإنجليزية)
- ييري شتاينر على موقع كووورة